# Nelson (région)
Pour les articles homonymes, voir Nelson.
La région de Nelson (en maori de Nouvelle-Zélande : Whakatū) est une région de Nouvelle-Zélande située au nord de l'île du Sud.

## Géographie
C'est la plus petite des régions avec ses 445 km2, mais aussi l'une des plus densément peuplées avec 50 880 habitants. Cela est dû à sa petite taille et au fait qu'on y trouve une grande ville, Nelson.

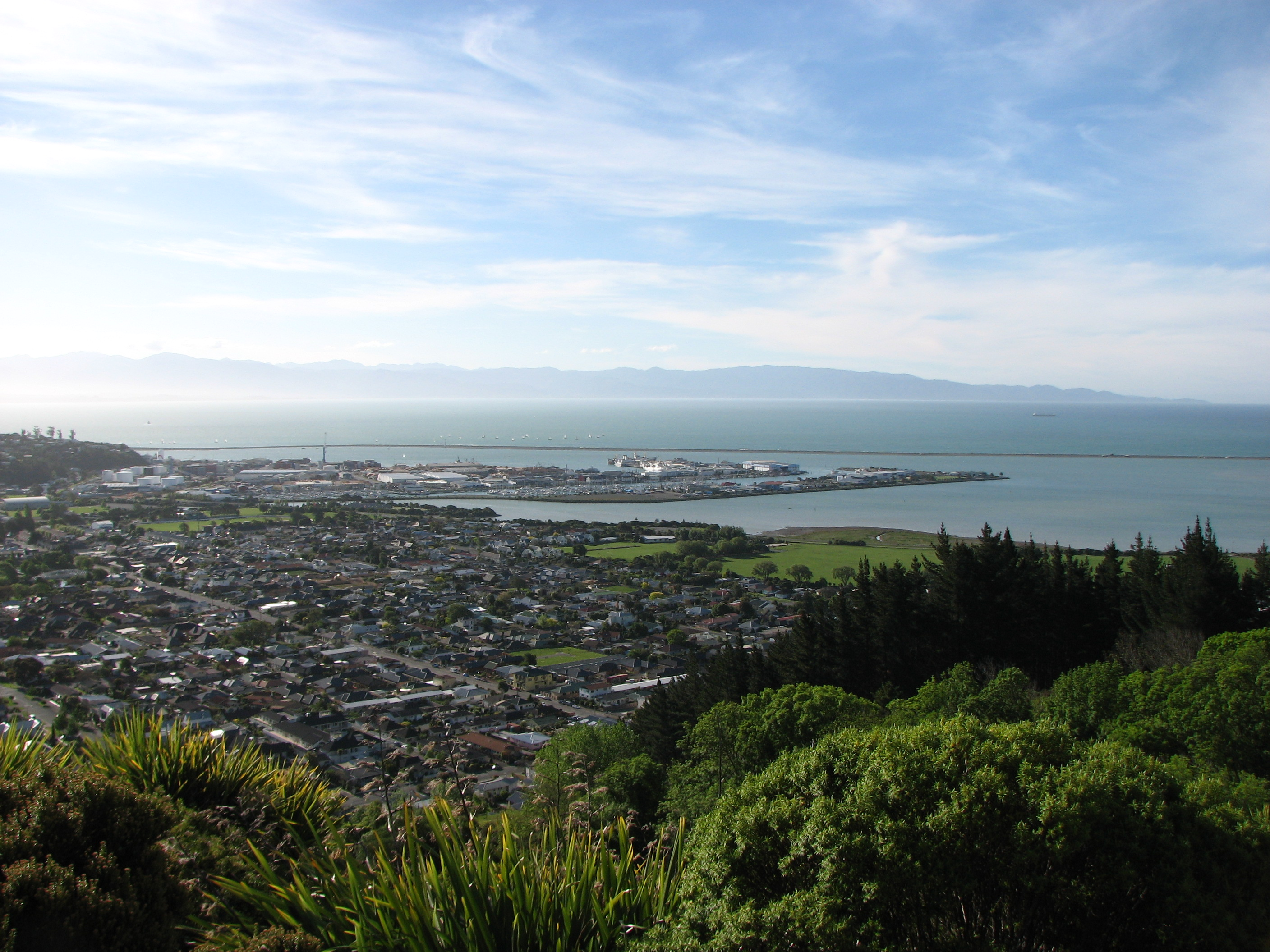
Vue de la ville de Nelson.

## Démographie
| Groupes ethniques                                 | Valeurs absolues | %    |
| ------------------------------------------------- | ---------------- | ---- |
| Population                                        | 46 437           | 100  |
| Ethnicité établie                                 | 44 469           | 95,8 |
| Européens                                         | 36 660           | 78,9 |
| Métis                                             | 3 153            | 6,8  |
| Asiatiques                                        | 1 707            | 3,7  |
| Maoris                                            | 1 581            | 3,4  |
| Océaniens non Maoris                              | 393              | 0,8  |
| Moyens-Orientaux, Latinos-Américains et Africains | 144              | 0,3  |
| Autres                                            | 831              | 1,8  |
| Ethnicité non établie                             | 1 965            | 4,2  |